# Спасов (Краснодарский край)
Спа́сов — хутор в Апшеронском районе Краснодарского края России. Входит в состав Апшеронского городского поселения.

## Варианты названия
- Спаса,
- Спасовский[2].

## География
Хутор расположен в 8 км к юго-западу от Апшеронска вдоль автодороги 03К-003 Апшеронск — Туапсе, которая на территории хутора именуется как Хадыженское шоссе. Другие улицы хутора: Береговая, Зимняя, Калинина, Крутая, Ольховая, Светлая, Тополиная и Туапсинская. Высота центра селения над уровнем моря — 235 м.

## Население
| 2002 | 2010 |
| ---- | ---- |
| 388  | ↘357 |

Национальный состав: русские — 59 %, армяне — 34 % (2002); русские — 178 жителей (50 %), армяне — 156 жителей (44 %).